# Jacques de Chambly
Jacques de Chambly, né à Chamouille près de Laon et mort en 1687, est un militaire et administrateur colonial français de la fin du XVIIe siècle. Il est gouverneur de l'Acadie de 1673 à 1677, brièvement gouverneur de la Grenade en 1679-1680, puis gouverneur de la Martinique de 1680 à sa mort en 1687.

## Biographie
Jacques de Chambly descend de la Maison de Chambly, une ancienne famille de la noblesse appauvrie par les guerres, dont l'origine était connue depuis le XIe siècle et dont le fief était la châtellenie de Chambly, dans l'Oise. Il est le fils de Philippe de Chambly et de Louise de Laulne. 
Jeune, il sert en Hongrie et commande le régiment du maréchal d'Estrades. Il arrive en Nouvelle-France en 1665, comme capitaine du régiment de Carignan-Salières. Il est envoyé sur les rives de la rivière Richelieu afin d'y édifier un nouveau fort, le fort Saint-Louis (plus tard renommé « fort Chambly »), situé sur la rive gauche de la rivière Richelieu. 
Il participe à l'expédition militaire du marquis Alexandre de Prouville de Tracy contre les Amérindiens Iroquois qui attaquaient les colons canadiens.
L'année suivante, il reçoit du roi une gratification de 400 écus. Quand le régiment est licencié, Chambly rentre en France ; mais, recommandé par Talon, il revient en 1670 comme capitaine d’une compagnie de la Marine. Il commence l’établissement d’une colonie agricole autour du fort Saint-Louis (où il demeure alors) et reçoit trois des chevaux que Talon avait fait venir de France. 
En 1672, il reçoit un domaine (« seigneurie ») le long de la rivière Richelieu. Cette seigneurie, de trois lieues de front par une de profondeur de chaque côté de la rivière, est située près du fort. Cette seigneurie prend son nom (elle a donné naissance au village actuel de Chambly, au Québec). Plusieurs de ses soldats s'établissent auprès de lui. Le gouverneur Frontenac le nomme commandant sur la rive sud du fleuve, de la rivière du Loup à Montréal. 
Le 5 mai 1673, Jacques Chambly est nommé gouverneur de l'Acadie, en remplacement d’Hector d'Andigné de Grandfontaine. Il se rend à Pentagouet à l’automne sur un petit navire de Québec, le Saint-Jean. Il assume cette charge administrative jusqu'en 1677, date à laquelle il est remplacé par Pierre de Joybert de Soulanges et de Marson.
Le 24 avril 1679, il est nommé gouverneur de Grenade, puis gouverneur de Martinique où il meurt en 1687.